# Ђорђе Мијатовић
Ђорђе Ђока Мијатовић (Нови Сад, 1848 — Нови Сад, 21. мај 1878) био је српски лекар и први социјалиста у Војводини.

## Биографија

### Образовање
Отац му је био Гавра Мијатовић, имућни земљорадник и трговац стоком. Основну школу и нижу гимназију завршио је у родном граду, а класичну гимназију у Печују код цистерцита. Припадао је ђачкој литерарној дружини „Српска печујска омладина”. Гимназијско образовање довршио је у Лицеју у Пожуну 1867. године. Потом уписује студије права у Пешти. Задржава се само један семестар и у марту 1868. одлази у Швајцарску. Борави у Женеви и Цириху, где учи француски језик. Прелази у Париз, и на Сорбони студира правне и друштвене науке. Припадао је крајњем левом крилу Уједињене омладине српске под именом „Завера”. Из Париза је новосадској Застави слао дописе о политичким збивањима у Француској. "Према свим индицијама Мијатовић се овде дубље заинтересовао за марксистичку литературу и почео преводити стандардна дела из научног социјализма. Према једној врло вероватној претпоставци, Мијатовић је ту, у Паризу, превео са Немачког оригинала Манифест комунистичке партије, који ће годину дана доцније објавити прво у Панчевцу, а затим у посебној књижици" Након две године проведене на Сорбони (1868-1870) одлази у Сједињене Америчке Државе, и на универзитету Итака уписује агрономију. Планирао је да стечено знање практично примени по повратку у Војводину. Утисак који је стекао о САД био је противречан: богата земља са великим бројем експлоатисаних радника. Године 1871. враћа се у француску престоницу уочи Париске комуне. Затим одлази у Цирих, уписује Медицински факултет (1872) и придружује се једној групи социјалиста. Завршио је пет семестара, а остали су му признати са студија у САД, и 1875. је докторирао на теми „О остеомалацији карлице”.

### Женевске године
Током студија медицине учествовао је у расправама две завађене групе социјалиста - марксиста и бакуњиниста. Тада се упознао и спријатељио са Светозаром Марковићем. Првобитно су обојица били присталице Михаила Бакуњина, који је позивао на анархизам и револуцију, да би касније пришли марксистима, који су реалније сагледавали друштвене услове и били умеренији у пропагирању рушења буржоаског поретка. У Женеви је откупио штампарију српског политичког емигранта Владимира Јовановића (оца Слободана Јовановића), и са својим пријатељима је штампао српске и руске социјалистичке књиге и брошуре.
Са немачког је превео књигу Улриха Штама Избављење патећег људства, а заједно са Светозаром Видаковићем утопијски спис Манифест Роберта Овена. Публикације из његове штампарије су строго цензурисане, али су тајним путевима ипак стизале до читатеља у Аустрији и Кнежевини Србији.

### Повратак у Нови Сад
Првобитно је припадао левом крилу Милетићеве Српске народне слободоумне странке. Када се крајем 1871. вратио у Нови Сад, брзо се разишао са грађанским демократама. Наставља сарадњу са Светозаром Марковићем када је овај емигрирао у Нови Сад, и објављује чланке у Раденику. У јуну 1872. покренуо је свој кратковечни лист Једнакост. Убрзо одустаје од издавања јер тадашње српско друштво није било спремно за социјалистичке идеје. Зато поново одлази у Цирих како би довршио студије медицине.

### Покушај покретања првог социјалистичког листа у Војводини
У време емигрантског боравка Светозара Марковића у Новом Саду у Београду је забрањен социјалистички лист Радник. У покушају да се Радник замени неким новим социјалистичким гласилом у Новом Саду на иницијативу Ђоке Мијатовића одржан је састанак војвођанских социјалиста, као и емиграната социјалистичких стремљења међу којима су били: Светозар Марковић, Срета Анђелковић, Васа Пелагић и Манојло Хрваћанин.
Идеја је била да ново гласило српских социјалиста "Једнакост" излази три пута недељно и да по свом формату буде као и забрањени Радник. За уредника Једнакости изабран је Ђока Мијатовић.
Први број изашао је 1. јуна 1872. године. Лист је у првом броју објавио програм гласила под насловом "Једнака права, једнаке дужности и једнаке слободе за све".
"Не леђима огромне већине радног света лежи један огроман терет, а теј терет се зове "државни поредак". Народу се обично говори: "државни поредак створен је зато да вас чува и брани - да ваша права нико не дирне, радите ви само, издржавајте и одржавајте државни поредак, а за остало се не брините". И народ плаћа милијоне крваво зарађене у зноју свог лица, даје стотине иљаде својих синова - жртвује своје тело и своју крв да се одржи тај тајанствени, њему не познати "државни поредак". Баца све то као у мутну воду, и не види никаква плода. Са разних страна позивају на његов патријотизам и његову свест, а позивљу га на борбу, хвале га што је јуначки одбранио своја права, а народ гледа зачуђено око себе, пита: где су та права и где су благодети тих права, за која се он бори од толико година? Његов кућни праг прелази само свакидања брига за свакидањи леб - посећују га још финансијска егзекуција и регрутска комисија; али светлост слободе и среће што је ужива развијен, осигуран човек, не посећује никако његов дом"
Лист Једнакост пренео је на својим страницама и 14 тачака у којима су садржани захтеви социјалистичког покрета:
1. Укидање стојаће војске и увађање општег народног оружња, с правом да народни војници своје старешине себи бирају.
2. Опште право гласања и повратак муниципалних установа, с додатком да се сваки нови закон пред цео народ има донети и тек с одобрењем народним да као закон у живот може ступити
3. Умањење плате свију великих чиновника на 3000 форинти
4. Умањење броја чиновника на неопходан број
5. Право да сваки грађанин општине и жупаније законске предлоге може подносити
6. Увађање прогресивне системе пореза тј. што је већа сума прихода, да већи проценат плаћа
7. Ослобођење од свеке порезе, који имају доход испод 400 форината или чија заслуга ту суму не надмашује
8. Да се ником због дуга непокретна добра не могу продати, које поседнику приход до 400 форината осигуравају
9. Општа, бесплатна, обавезна настава
10. Награда родитељима, који би од деце за то време помоћи могли имати
11. Ограничење часова радника на 8 сахати како у фабрикама, тако и по пољима и другим местима
12. Известан део државног прихода опредељује се годишње на подизање народних фабрика, земљоделских задруга
13. Други део одређује се на издржавање свих богаља и немоћника који нису у стању да се издржавају
14. Потпуно право говора, писања, састајања, удруживања, итд.[3]

Иако се у овом програму износе идеје социјалистичког покрета, пада у очи да се нигде, ни на једном једином месту, не спомиње ни социјализам, ни социјалистички покрет, ни социјалистички програм, ни социјалистички орган, па чак ни само реч: социјалистички. Ова тактика се даје објаснити тиме што се очевидно хтела дати целом покрету строго легална форма. Да је реч о некој врсти наставка забрањеног Радника говори и чињеница да је редакција у првом броју Једнакости јасно нагласила да ће на новом листу радити целокупна редакција Радника, листа "који је је са истим правцем излазио у Србији".
Покретачи листа Једнакост на челу са Ђоком Мијатовићем и Светозаром Марковићем покушали су да за потребе штапање листа набаве штампарију, али су апели за сакупљање новца остали неуслишени.
Редакција је у листу Застава 21.6.1872. објавила да "због неких изненадних приватних околности лист Једнакост неће моћи излазити до 1. септембра о.г.". Међутим и након тога лист Једнакост није наставио са излажењем.
Сам Ђока Мијатовић навео је у једном писму да "и ја сам одустао од листа - јер просто није му време да онда излази, а друго баш не би имали ни времена пискарати".

### Путовања по свету
Као доктор медицине прихватио је понуду да буде лекар на прекоокеанском броду. Једно време био је лекар енглеских и холандских војних насеобина у Индији, а посетио је и Египат и Кину.
Са пута по острвима Индонезије донео је кући занимљив албум пун фотографија које је највероватније сам снимио у тим егзотичним крајевима. Очигледно је користио и услуге професионалних фотографа, што се да закључити по њиховим рекламама штампаним на неким фотографским копијама. Албум се већ више од стотину година чува и сада је међу раритетима Музеја Војводине у Новом Саду. Његовим се садржајем озбиљније позабавила др Федора Бикар, виши кустос, која је о том албуму написала научни рад објављен 1985. године у годишњаку „Рад војвођанских музеја“. На сликама су високе личности Јаве, Борнеа, Суматре и околних острва. Оне су супротстављене сликама слугу, кулија и других обичних људи разних професија. На већем броју слика су приказане природне лепоте тих крајева.
Током боравка на Далеком истоку разболео се од индијске грознице. Неуспешно се лечи по метрополама Европе, да би се 1878. вратио у Нови Сад озбиљно нарушеног здравља. Планирао је да се посвети лекарском позиву пошто се буде излечио.

### Смрт и заоставштина
Оженио се Софијом, ћерком др Теодора Мандића, са којом је провео само три месеца у браку.
Спремао је студије из материјалистичке филозофије и природних наука, када се поново тешко разболео. Овај пут се није опоравио и преминуо је 21. маја 1878. године.
„Ја умирем, а са мном пропада сва она научна спрема, све оне драге ми мисли које сам пуних 15 година прибирао и неговао, да их пренесем на жртвеник српске просвете и напретка. Али, ако пропада моје знање, не дам да пропадну моја средства без користи за народ. Ја завештавам моје имање, да се од њега оснује фонд за издавање социјалистичких и природнонаучних списа…“.Тако је Мијатовић записао своју последњу вољу пред сведоцима, пријатељима, познатим Новосађанима Петром Попадићем и Арсом Пајевићем. У том документу он је, такође, изаразио жељу да се под управом Матице српске формира научни фонд, под његовим именом, „из којег ће се награђивати само социјалистичка и природно-филозофска дела, која су од највећег утицаја на развитак човечанства.“
Матици српској завештао је своју библиотеку, а хемијску и физичку лабораторију и природњачке збирке стручним школама.
Иако прокламовани атеиста погребу је присуствовало "дванајст свештеника на челу са владиком". Ово није чудно ако се зна да је његов отац био утицајни члан Српско-православног одбора у Новом Саду.
Супруга се након његове смрти преудала за др Младена Мађаревића, главног градског физикуса у Пешти. Незадовољна тестаментом, повела је парницу и угарски судови су оспорили право Матици да руководи Мијатовићевим научним фондом.
Сахрањен је на Алмашком гробљу у Новом Саду.

### Оставштина
На родној кући (Темеринска 49) у Новом Саду налазила се спомен-плоча, а када је кућа 1992. године срушена обележје је предато Музеју града Новог Сада.
Његова кућа у Новом Саду и данас постоји у улици Николе Пашића број 12.
Потрети његовог оца и мајке, рад сликара Павла Симића, налазе се у Галерији Матице српске у Новом Саду.
Једна улица у Видовданском насељу у Новом Саду носи његово име.